# ایرجوبا
ایرجوبا (به پرتغالی: Irajuba) یک منطقهٔ مسکونی در برزیل است که در باهیا واقع شده‌است. ایرجوبا ۷٬۲۷۹ نفر جمعیت دارد.